# Titius-Bode-Reihe

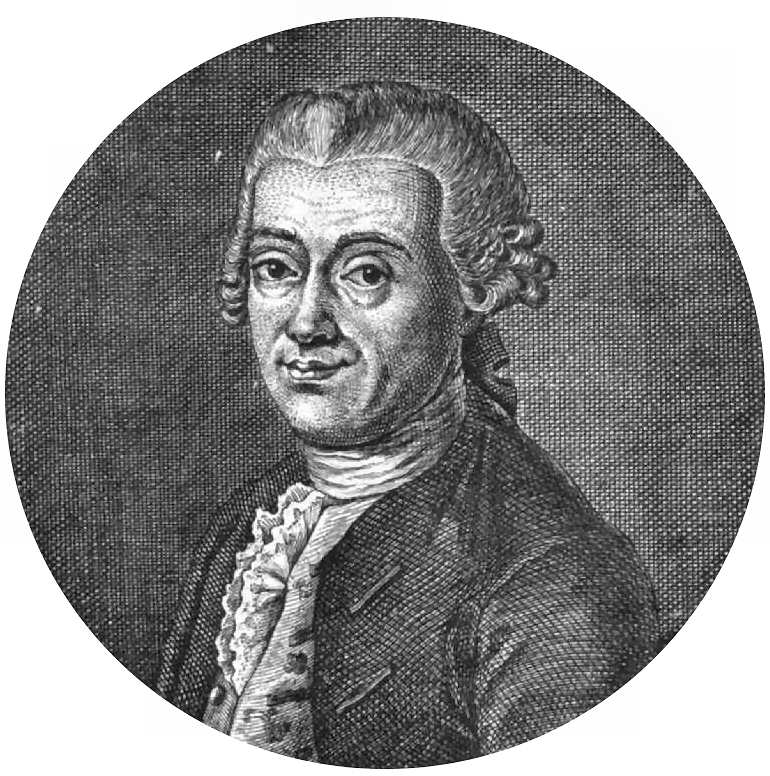
Johann Daniel Titius (1729–1796)

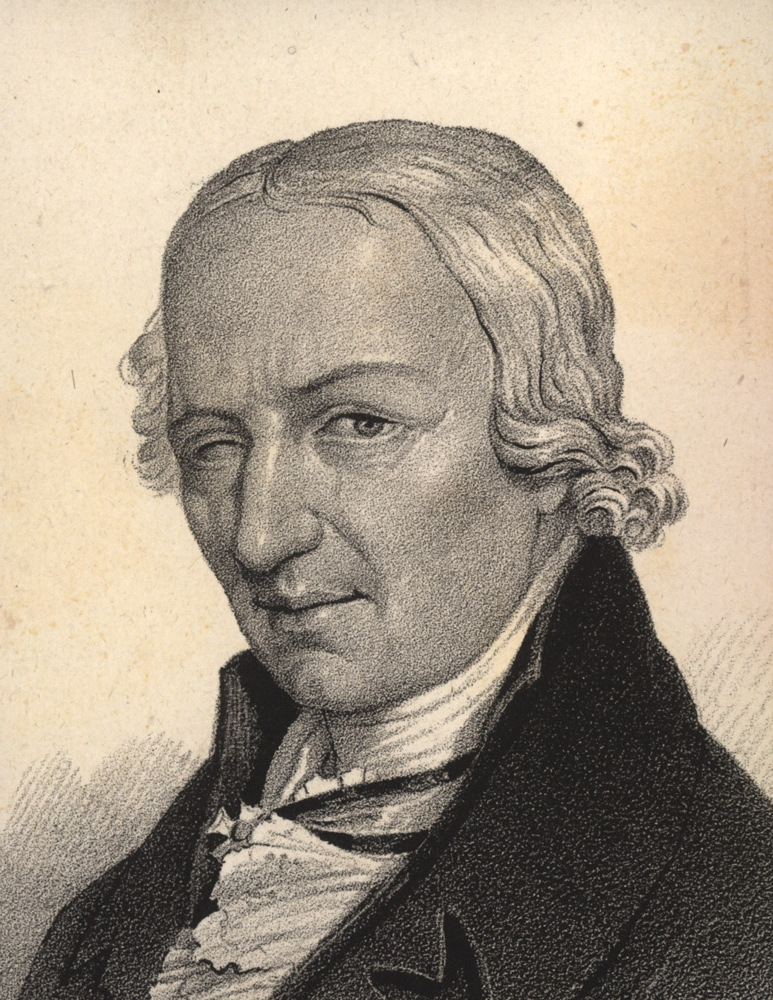
Johann Elert Bode (1747–1826)

Die Titius-Bode-Reihe (auch titius-bodesche Reihe, bode-titiussche Beziehung, bodesche Regel und dergleichen) ist eine von Johann Daniel Titius empirisch gefundene und von Johann Elert Bode bekanntgemachte numerische Beziehung, nach der sich die Abstände der meisten Planeten von der Sonne mit einer einfachen mathematischen Formel näherungsweise allein aus der Nummer ihrer Reihenfolge herleiten lassen.

## Formel
Titius nahm die Zahlenfolge 0, 3, 6, 12, 24, 48, 96 usw., in der nach der 3 jede Zahl das Doppelte der vorangegangenen ist, und addierte zu jeder Zahl 4. In der sich daraus ergebenden Zahlenfolge ordnete er dem mittleren Bahnradius der Erde die Zahl 10 zu und erhielt mit diesem Maß die Entfernungen aller bekannten Planeten von der Sonne.
Nach der Formulierung von Titius und Bode ergibt sich als ursprüngliche Formel:
{\displaystyle R_{n}=4+3\cdot 2^{n}}
Der Exponent n steht, beginnend bei Merkur, für den Index der Folge −∞, 0, 1, 2, 3, 4, 5, 6 usw.

Hieraus ergeben sich von Merkur bis Saturn die zugehörigen Glieder der Folge (kurz: die Zahlenfolge) 4, 7, 10, 16, 28, 52, 100 …
Erst in der modernen Form der Formel von Johann Friedrich Wurm aus dem Jahr 1787 ist a der mittlere Abstand eines Planeten von der Sonne, der an der mittleren Entfernung der Erde in Astronomischen Einheiten gemessen wird:
{\displaystyle a_{n}=0{,}4+0{,}3\cdot 2^{n}}

## Vergleich mit Messwerten
| Planet  | n  | Abstand nach T-B | Wirklicher Abstand (AE) | Abweichung  |
| ------- | -- | ---------------- | ----------------------- | ----------- |
| Merkur  | −∞ | 0,4              | (0,39)                  | (+ 2,56 %)  |
| Venus   | 0  | 0,7              | (0,72)                  | (− 2,78 %)  |
| Erde    | 1  | 1,0              | (1,00)                  | (0,00 %)    |
| Mars    | 2  | 1,6              | (1,52)                  | (+ 5,26 %)  |
| (Ceres) | 3  | 2,8              | (2,77)                  | (+ 1,08 %)  |
| Jupiter | 4  | 5,2              | (5,20)                  | (0,00 %)    |
| Saturn  | 5  | 10,0             | (9,54)                  | (+ 4,82 %)  |
| Uranus  | 6  | 19,6             | (19,19)                 | (+ 2,14 %)  |
| Neptun  | –  | –                | (30,06)                 | (–)         |
| (Pluto) | 7  | 38,8             | (39,48)                 | (− 1,72 %)  |
| (Eris)  | 8  | 77,2             | (67,7)                  | (+ 14,00 %) |
Die Regel stimmt zumeist bis auf wenige Prozent mit den tatsächlichen Verhältnissen überein. Allerdings gibt es einige Unstimmigkeiten:
- Für Merkur müsste der Wert n gemäß der übrigen Folge nicht −∞, sondern −1 sein, was einen Abstand von 0,55 AE ergäbe.
- Zwischen Mars und Jupiter befindet sich der Asteroidengürtel. Der größte Körper hierin ist die Ceres, die kein Planet, sondern ein Zwergplanet ist.
- Neptun hat keinen Platz in dieser Reihe. Bei Neptun wird aber die Möglichkeit diskutiert, dass er ursprünglich an anderer Stelle im Sonnensystem entstand und durch Wechselwirkung mit den anderen Planeten oder mit großen am Sonnensystem vorbeiziehenden Objekten an seine heutige Stelle wanderte (siehe Abschnitt Entstehung und Migration im Artikel zu Neptun)
- Der Zwergplanet Pluto hat im Gegensatz zu den Planeten eine stark exzentrische Bahn mit einem Sonnenabstand zwischen 29,7 und 49,3 AE. Diese Differenz entspricht etwa dem Durchmesser der Saturnbahn oder dem Abstand des Uranus zur Sonne, insofern ist der Wert der Vorhersage der Titius-Bode-Reihe für den mittleren Bahnradius des Pluto noch geringer als bei den übrigen Planeten.
- Eris ist ein Zwergplanet wie Ceres und Pluto, passt aber im Gegensatz zu diesen nicht so gut in die Reihe.

## Geschichte
Bereits Johannes Kepler suchte geometrische Beziehungen für Planeten und ihre Bahnen. In seinem 1596 veröffentlichten Buch Mysterium cosmographicum setzte Kepler die Bahnen der damals bekannten Planeten Merkur bis Saturn als Querschnitt von Kugelschalen mit der Oberfläche der fünf platonischen Körper in Beziehung. Zwischen den ineinander verschachtelten Bahnsphären der sechs Planeten passten nach einigen Korrekturen die einzelnen Oberflächen der fünf platonischen Körper je nach ihrer Form als Abstandshalter gerade so hinein. In seinem 1619 erschienenen Werk Harmonice mundi („Weltharmonik“) entwickelte er diese Theorie weiter.
Isaac Newton erklärte 1692 die Lücke zwischen Mars und Jupiter durch die göttliche Vorhersehung, die großen Planeten hätten sonst die Bahnen der Kleinen nahe der Sonne stark gestört.
David Gregory veröffentlichte in seinem verbreiteten Astronomielehrbuch The Elements of Astronomy (lateinisch zuerst 1702, englisch zuerst 1715 erschienen) für die durchschnittlichen Abstände der bekannten Planeten eine Zahlenreihe, nach der sich der mittlere Bahnradius der Erde aus zehn Einheiten zusammensetzt und sich für die Planeten Merkur bis Saturn die Werte 4, 7, 10, 15, 52 und 95 ergeben. Das wurde vom Philosophen Christian Wolff ohne Herkunftsangabe in sein zuerst 1724 veröffentlichtes Buch Vernünfftige Gedanken von den Absichten der natürlichen Dinge aufgenommen.
Johann Heinrich Lambert sah 1761 die Ursache der Lücke zwischen Mars und Jupiter in der großen gravitativen Wechselwirkung von Jupiter und Saturn, die einen dort möglicherweise früher vorhandenen Planeten in seiner Bahn destabilisiert hätten.
1766 entwarf Johann Daniel Titius eine Formel mit einer fast gleichen Abstandsreihe wie David Gregory. Johann Elert Bode fand sie in einer Fußnote in dem – durch Titius übersetzten – weit verbreiteten Buch Contemplation de la nature von Charles Bonnet und hat sie im Jahr 1772 in seiner Anleitung zur Kenntnis des gestirntes Himmels allgemein bekannt gemacht. Dabei erwähnte er Titius zunächst nicht, holte das aber später nach.
In der Formulierung von Titius:
„Gebet einmal auf die Weite der Planeten von einander Achtung; und nehmet wahr, daß sie fast alle in der Proportion von einander entfernt sind, wie ihre körperlichen Größen zunehmen. Gebet der Distanz von der Sonne bis zum Saturn {\displaystyle 100} Theile, so ist Mercurius {\displaystyle 4} solcher Theile von der Sonne entfernt, Venus {\displaystyle 4+3=7}, die Erde {\displaystyle 4+6=10}, Mars {\displaystyle 4+12=16}. Aber sehet, vom Mars bis zum Jupiter kömmt eine Abweichung von dieser so genauen Progression vor. Vom Mars folgt ein Raum von {\displaystyle 4+24=28} solcher Theile, darinn weder ein Haupt- noch ein Nebenplanete zur Zeit gesehen wird. Und der Bauherr sollte diesen Raum ledig gelassen haben ? Nimmermehr ! Lasset uns zuversichtlich setzen, daß dieser Raum sonder Zweifel den bisher unentdeckten Trabanten des Mars zugehöre; laßt uns hinzuthun, daß vielleicht auch Jupiter noch etliche um sich habe, die bis itzt noch mit keinem Glase gesehen werden. Von diesem, uns unbekannten Raume erhebt sich Jupiters Wirkungskreis in {\displaystyle 4+48=52} und Saturnus seiner, in {\displaystyle 4+96=100} solcher Theile. Welches bewunderungswürdige Verhältniß !“
Die Werte sind nicht genau dieselben wie bei Wolff oder Gregory (die wiederum auch nicht völlig genau den damals bekannten Beobachtungswerten entsprachen, veröffentlicht etwa bei William Whiston), aber wie Titius in der vierten Auflage der Übersetzung schrieb, hatte er sie zuerst von Wolff.
Die zufällige Entdeckung des Uranus 1781 durch Wilhelm Herschel, der ihn zunächst für einen Nebel oder Kometen hielt, bedeutete eine Bestätigung dieser Regel und ließ sie für alle damals bekannten Planeten als Gesetz erscheinen. Viele Astronomen suchten nun nach einem Planeten in der Lücke zwischen Mars und Jupiter, beginnend mit Franz Xaver von Zach (ab 1787), dem Hofastronomen in Gotha. 1788 trafen sich sechs Astronomen, darunter Zach und Heinrich Wilhelm Olbers, in Lilienthal bei Bremen, was den Keim für ein europaweites Beobachternetz zur Suche nach dem fehlenden Planeten lieferte. In der Nacht zum 1. Januar 1801 spürte eines der Mitglieder dieses Beobachtungsnetzwerks, Giuseppe Piazzi, in Palermo einen Himmelskörper auf, den man dieser Entfernung zuordnen konnte. Es war der Asteroid Ceres, der erste entdeckte Kleinplanet und der mit Abstand größte dieser (auch Planetoiden genannten) Körper, der zusammen mit dem ganzen Asteroidengürtel diese Lücke schloss. Seit August 2006 hat Ceres den neuen Status eines Zwergplaneten. Piazzi selbst war lange im Zweifel, ob es sich nicht doch um einen Kometen handelte (mit einer Parabel als Bahn in erster Näherung). Carl Friedrich Gauß berechnete aber die elliptische Planetenbahn für Ceres so, dass Zach ihn Ende des Jahres 1801 wiederfinden konnte. Das war zum einen ein Triumph für den jungen Gauß auf dem klassischen mathematischen Gebiet der Himmelsmechanik, der damals außerdem gerade sein epochales Zahlentheorie-Lehrbuch Disquisitiones Arithmeticae veröffentlichte, und bedeutete gleichzeitig, dass Ceres kein Komet war. Gauß hielt im Übrigen das Gesetz von Titius-Bode nur für eine zufällige Koinzidenz. William Herschel fand noch im selben Jahr heraus, dass Ceres kleiner als die bekannten Planeten war. 1804 wurden mit Juno und 1807 mit Vesta (durch Olbers) weitere Kleinplaneten im Asteroidengürtel gefunden.
Als 1846 aber der Planet Neptun entdeckt wurde, passte dieser überhaupt nicht in die Titius-Bode-Reihe. Das offensichtliche Versagen des Gesetzes führte nun dazu, dass die Astronomen solchen Zahlenspielereien skeptisch begegneten, zum Beispiel bei der Analogie von Daniel Kirkwood (1849). Charles Sanders Peirce sah in der Regel gegen Ende des 19. Jahrhunderts ein Beispiel für Denkfehler in den Wissenschaften.

## Hegel
Eine weit verbreitete Anekdote behauptet, Georg Wilhelm Friedrich Hegel habe in seiner Dissertation 1801 mit Hilfe einer geometrischen Reihe, die er statt der Titius-Bode-Reihe vorschlug, behauptet, bewiesen zu haben, dass es keinen Planeten zwischen Mars und Jupiter gäbe; und dies im selben Jahr, als Piazzi Ceres entdeckte und Hegel somit widerlegt hätte. Das ist noch lange danach von Astronomen und anderen benutzt worden, um Hegel lächerlich zu machen. Hegel ist aber später von anderen Astronomen in Schutz genommen worden. In dem kurzen Anhang zu seiner Dissertation behauptete er nicht, gezeigt zu haben, dass kein Planet in dieser Lücke existiert (und Ceres erwies sich ja auch später nur als Kleinplanet mit zahlreichen weiteren Asteroiden in diesem Bereich), sondern kritisierte nur die damaligen Bemühungen der Astronomen, aufgrund einer rein spekulativen mathematischen Formel, der Titius-Bode-Formel, dort nach einem Planeten zu suchen. Als Begründung konstruierte er eine eigene Reihe ohne einen Planeten in dieser Lücke, die auf einer geometrischen Reihe in Platons Dialog Timaios basierte, gleichsam als Beispiel, wie leicht man solche Hypothesen aufstellen könne.
Hegel ging von den beiden bei Plato zu findenden Folgen {\displaystyle 1,2,4,8} und {\displaystyle 1,3,9,27} aus (also geometrischen Folgen {\displaystyle 2^{n}} und {\displaystyle 3^{n}}), die zusammengefasst die Folge {\displaystyle 1,2,3,4,8,9,27} ergeben (die {\displaystyle 27} bildet einen gewissen Abschluss, da sie Summe der vorangehenden Zahlen ist). Da 8 und 9 eng beieinander liegen, ersetzt er ohne genauere Begründung 8 durch 16 (dem nächsten Folgenglied in der ersten Folge von Zweierpotenzen nach 8), so dass die Folge {\displaystyle 1,2,3,4,9,16,27} entsteht. Wichtig ist ihm der große Abstand zwischen 4 und 9, da der gerade den in der Titius-Bode-Reihe vorhergesagten Ort eines unbekannten Planeten überbrückt. Danach ersetzt er als Skalierung der Folge {\displaystyle 1} durch {\displaystyle 3^{\frac {1}{3}}\approx 1{,}44} (Merkur) und die übrigen Zahlen {\displaystyle x} durch {\displaystyle x^{\frac {4}{3}}}. Aus {\displaystyle 2} wird {\displaystyle 2{,}5} und dann für die übrigen Folgenglieder: {\displaystyle 4{,}3} (für {\displaystyle 3}), {\displaystyle 6{,}34} (für {\displaystyle 4}), {\displaystyle 18{,}7} (für {\displaystyle 9}), {\displaystyle 40{,}3} (für {\displaystyle 16}) und {\displaystyle 81} (für {\displaystyle 27}). Hegel selbst gibt als Ergebnis an: Merkur 1,4, Venus 2,56, Erde 4,37, Mars 6,34, Jupiter 18,75, Saturn 40,34, Uranus 81. Es ergibt sich also eine Reihe ohne Lücke zwischen Jupiter und Mars. Dividiert man diese Werte durch den Abstandswert der Erde, erhält man in Astronomischen Einheiten (AE): 0,32 (Merkur), 0,58 (Venus), 1 (Erde), 1,45 (Mars), 4,3 (Jupiter), 9,2 (Saturn), 18,5 (Uranus). Danach untersucht er auch noch kurz die Verhältnisse bei den Satelliten von Jupiter und Saturn.
Hegel akzeptierte aber die neu entdeckten Kleinplaneten in seinen Vorlesungen über Naturphilosophie und reihte sie unter die Planeten ein.
Nach einer neuen Interpretation hatte Hegel für den Planeten-Anhang keine ernsthaften Theorieabsichten, sondern versuchte vielmehr sich über die apriorische Astrophysik seiner Zeit lustig zu machen, indem er u. a. die Witz-Definition Christian Wolffs für sich nutzbar machte.

## Interpretation und Kontroverse
Eine verbreitete Meinung ist, die Titius-Bode-Reihe passe nur für die inneren Planeten, versage bereits beim Asteroidengürtel und gelte spätestens seit der Entdeckung des Planeten Neptun als überholte Zahlenspielerei. Es ist bisher kein physikalischer Mechanismus bekannt, der eine bestimmte Reihe von Abständen der Planeten erzeugt.
Aufschlussreicher für die himmelsmechanische Organisation des Planetensystems ist die Betrachtung der Umlaufzeiten. Die Umlaufperioden der jeweils benachbarten Planeten befinden sich zueinander in Kommensurabilität; das heißt, sie stehen in einem Verhältnis, das auf einem gemeinsamen Maß beruht und sich – teils annähernd, teils ziemlich exakt – durch Brüche mit kleinen ganzen Zahlen im Zähler und Nenner ausdrücken lässt (siehe Tabelle rechts).
| Merkur  | Merkur  | 2:5  | (2:5,11)   | Venus   | Venus   |
| Venus   | Venus   | 8:13 | (8:13,004) | Erde    | Erde    |
| Erde    | Erde    | 1:2  | (1:1,88)   | Mars    | Mars    |
| Mars    | Mars    | 2:5  | (2:4,89)   | Ceres   | (Ceres) |
| (Ceres) | Ceres   | 2:5  | (2:5,15)   | Jupiter | Jupiter |
| Jupiter | Jupiter | 2:5  | (2:4,97)   | Saturn  | Saturn  |
| Saturn  | Saturn  | 1:3  | (1:2,85)   | Uranus  | Uranus  |
| Uranus  | Uranus  | 1:2  | (1:1,96)   | Neptun  | Neptun  |
| Neptun  | Neptun  | 2:3  | (2:3,01)   | Pluto   | (Pluto) |

Solche Resonanzen (Near Mean Motion Resonance, NMMR) finden sich auch bei Betrachtung der Umlaufzeiten von Monden um Planeten. Es gibt störende und stabilisierende Resonanzen je nach Verhältnis der Umlaufzeiten. So gesehen beruht der Erfolg der Titius-Bode-Reihe im Allgemeinen auf den kommensurablen Umlaufverhältnissen und im Einzelnen auf dem empirischen Zurechtbiegen der einheitlichen Formel, um alle unterschiedlichen Verhältnisse möglichst genau zu erfassen.
Bei neueren Anwendungen wie bei den Exoplaneten werden verallgemeinerte Titius-Bode-Gesetze benutzt, von Timothy Bovaird zum Beispiel von der Form:
{\displaystyle a_{n}=a\cdot C^{n}}
mit {\displaystyle a_{n}} der großen Halbachse für den n-ten Planeten, {\displaystyle n=0,1,2,3,...} und den Parametern {\displaystyle a,C}, wobei {\displaystyle a} der großen Halbachse des ersten Planeten {\displaystyle n=0} angepasst wird. Als partielle Erklärung wird angegeben, dass aufgrund des dritten Keplerschen Gesetzes ({\displaystyle T_{n}\sim a_{n}^{\frac {3}{2}}}) dann eine ebensolche Abhängigkeit für die Umlaufperioden {\displaystyle T_{n}} folgt:
{\displaystyle T_{n}=\alpha \cdot D^{n}}
mit {\displaystyle D=C^{\frac {3}{2}}} und damit ein Verhältnis der Umlaufzeiten für benachbarte Planeten:
{\displaystyle {\frac {T_{n+1}}{T_{n}}}=D}
Das würde einem System entsprechen, in dem die Werte der Resonanzverhältnisse einem einzigen Wert entsprechen und ein Titius-Bode-Gesetz umso besser die Realität beschreibt, je weniger die Werte um einen Hauptwert streuen. Im Sonnensystem liegt dieser bei {\displaystyle {\frac {5}{2}}}.
Simulationen zur Entstehung von Planetensystemen zeigen die Präferenz für bestimmte Resonanzverhältnisse wie {\displaystyle {\frac {5}{2}}} und {\displaystyle {\frac {3}{2}}} zwischen den Umlaufzeiten benachbarter Planeten, die somit besonders stabil sind (Hills 1970). Dies ist umso deutlicher, je größer die Wechselwirkung benachbarter Planeten bei ihrer Entstehung ist. Jacques Laskar (2000) simulierte ein System von {\displaystyle 10^{5}} Planetesimalen und fand, dass sich für radiale Anfangs-Oberflächendichten der Form {\displaystyle \Sigma (r)\sim r^{-{\frac {3}{2}}}} (mit {\displaystyle r} dem Radius) Reihen vom Titius-Bode-Typ ergaben. Diese Dichteverteilung ergab sich auch im Minimum-Mass-Solar-Nebula-Modell (MMSN-Modell) der Entstehung des Sonnensystems (C. Hayashi 1981, S. J. Weidenschilling 1977).
Statistische Versuche zeigten aber auch, dass sich an ein hypothetisches Planetensystem fast immer eine einfache Formel anpassen lässt, wenn man ähnliche Abweichungen wie bei der Titius-Bode-Folge zulässt. Diese Reihen sind zumeist für jedes System anders. Sie ergeben Zahlenspielereien, die noch kein neues himmelsmechanisches Gesetz aufdeckten.
Unter der Annahme, dass es sich bei der Titius-Bode-Reihe nicht um Zufall oder nur um einen statistischen Effekt handelt, stellte man Hypothesen für die oben genannten Ausnahmen auf. Man vermutete in Objekten des Asteroidengürtels Bruchstücke eines ehemaligen Planeten, der in die wissenschaftlich-fantastische Literatur unter dem Namen Phaeton einging. Spätere Untersuchungen zeigten, dass die Gesamtmasse aller Asteroiden nur etwa fünf Prozent der Masse des Erdmondes beträgt und dass viele der Kleinkörper eher aus verschiedenen, einst größeren Asteroiden hervorgingen. Heute wird überwiegend die Ansicht vertreten, dass der Asteroidengürtel direkt aus dem Staub des planetaren Nebel entstand. Die Weiterentwicklung zu einem regulären Planeten wurde aber durch Jupiters gravitative Wirkung verhindert. Im Asteroidengürtel finden sich verschiedene Lücken (Kirkwoodlücke), in denen die Resonanzverhältnisse mit Jupiter zur Destabilisierung führten. Eine andere Hypothese besagt, dass ein nahe vorbeiziehendes, massereiches Objekt die Umlaufbahnen von Neptun und Pluto verändert haben könne.

## Anwendung der Titius-Bode-Reihe auf extrasolare Planetensysteme
Als Astronomen um Tim Bovaird an der Australian National University in Canberra 27 extrasolare Planetensysteme analysierten, fiel auf, dass diese der Titius-Bode-Formel zumeist genauer folgen als Himmelskörper in unserem Planetensystem – zu fast 96 %. Von 27 untersuchten Systemen sind bei 22 die Planeten gemäß der Titius-Bode-Regel aufgereiht. In drei Fällen passt die Titius-Bode-Regel nicht. Das Sonnensystem ist sehr ausgedehnt. Dagegen sind jene 27 Systeme viel kompakter. Darin umrunden mitunter vier oder fünf Planeten den Zentralstern innerhalb der Merkurbahn.
Da mit Hilfe der Titius-Bode-Reihe aus der Umlaufbahn die Umlaufdauer und die maximale Größe möglicher Nachbarplaneten folgt, sagten die Astronomen die Umlaufbahn eines unbekannten Planeten im Sternensystem KOI 2722 voraus. Zwei Monate später fand man diesen Exoplaneten mit dem Weltraumteleskop „Kepler“.